# Пронский, Александр
Князь Александр Пронский (ок. 1550 — ок. 1595) — государственный деятель Великого княжества Литовского, стольник великий литовский (1576—1587), староста луцкий (с 1580 года), каштелян трокский (1591—1595).

## Биография
Представитель русского княжеского рода Пронских, владевшего Пронском (сейчас - город в Рязанской области), герба «Погоня», сын воеводы киевского и державца чернобыльского, князя Семёна (Фридриха) Глебовича Пронского (ум. 1555) и Феодоры Боговитиной. Рюрикович в XXIII колене.
В молодости Александр Проньский находился при дворе французского короля Карла IX Валуа. В 1573 году в составе польско-литовского посольства ездил во Францию, чтобы просить герцога Генриха Анжуйского прибыть в Польшу и занять вакантный королевский престол. В 1575 году поддержал избрание трансильванского князя Стефана Батория на престол Речи Посполитой.

В 1576 году Александр Проньский получил должность стольника великого литовского, в 1580 году стал старостой луцким. Участвовал в Ливонской войне с Московским государством. 

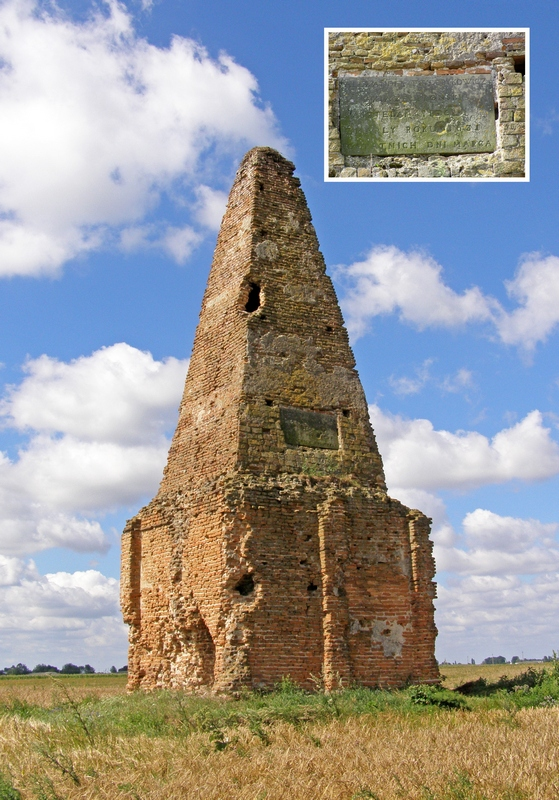
Усыпальница князя Пронского в принадлежавшем ему Берестечке

После смерти Стефана Батория придерживался габсбургской ориентации, выступал за избрание австрийского эрцгерцога Максимилиана на престол Речи Посполитой. 24 января 1588 года участвовал в битве под Бычиной в Силезии и вместе с Максимилианом попал в плен к сторонникам Сигизмунда III Вазы, был лишён всех занимаемых должностей и эмигрировал в Прагу.
После возвращения на родину князь Александр Проньский был избран депутатом на сейм 1590-1591 года. В 1591 году получил должность каштеляна трокского. Отстаивал суверенитет Великого княжества Литовского в составе Речи Посполитой. Исповедовал кальвинизм.

## Семья
Был женат на княжне Фёодоре Романовне Сангушко, дочери гетмана польного литовского и воеводы брацлавского, князя Романа Фёдоровича Сангушко (1537—1571), и Александры Григорьевны Ходкевич (ум. 1570).
Дети:
- Юлий Илья Проньский (ум. 1613)
- Александр Октавиан Проньский (ум. 1638)

После смерти Александра Октавиана Проньского княжеский род Проньских в Великом княжестве Литовском угас.